# Mistrzostwa Świata Juniorek w Hokeju na Lodzie 2024
Mistrzostwa Świata Juniorek w Hokeju na Lodzie 2024 były 16. mistrzostwami świata juniorek w hokeju na lodzie organizowanymi przez IIHF. Mistrzostwa zostały rozegrane w pięciu kategoriach. Zawody były jednocześnie kwalifikacją do następnego turnieju.

## Elita
| Msc. | Reprezentacja     |
| ---- | ----------------- |
|      | Stany Zjednoczone |
|      | Czechy            |
|      | Kanada            |
| 4    | Finlandia         |
| 5    | Szwecja           |
| 6    | Słowacja          |
| 7    | Szwajcaria        |
| 8    | Niemcy            |

W tej części mistrzostw rywalizowało osiem najlepszych kobiecych drużyn juniorskich na świecie. Turniej został rozegrany w nowym formacie. Po fazie grupowej wszystkie drużyny awansowały do ćwierćfinału. Dwie najgorsze drużyny, które odpadły w ćwierćfinale, zagrały między sobą o utrzymanie a pokonana drużyna spadła do Dywizji I, Grupy A. Mecze zostały rozegrane w dniach 6 – 14 stycznia 2024 roku w Zug.

## Pierwsza dywizja
Grupa A
| Msc. | Reprezentacja |
| ---- | ------------- |
| 1    | Japonia       |
| 2    | Włochy        |
| 3    | Węgry         |
| 4    | Austria       |
| 5    | Francja       |
| 6    | Dania         |

Grupa B
| Msc. | Reprezentacja    |
| ---- | ---------------- |
| 1    | Norwegia         |
| 2    | Hiszpania        |
| 3    | Polska           |
| 4    | Austria          |
| 5    | Korea Południowa |
| 6    | Chińskie Tajpej  |

Grupa A Dywizji I jest drugą klasą mistrzowską, z której pierwsza drużyna uzyskała awans do Elity, a ostatni zespół został degradowany do Dywizji I, Grupy B. Grupa B Dywizji I jest trzecią klasą mistrzowską. Jej zwycięzca awansował do Dywizji I, Grupy A, zaś ostatnia drużyna spadła do Dywizji II, Grupy A.
Turnieje I Dywizji zostały rozegrane:

Grupa A – od 6 do 12 stycznia 2024 roku w Neumarkt, Włochy

Grupa B – od 8 do 14 stycznia 2024 roku w Jacy, Hiszpania.

## Druga dywizja
Grupa A
| Msc. | Reprezentacja   |
| ---- | --------------- |
| 1    | Chiny           |
| 2    | Wielka Brytania |
| 3    | Holandia        |
| 4    | Łotwa           |
| 5    | Kazachstan      |
| 6    | Turcja          |

Grupa B
| Msc. | Reprezentacja     |
| ---- | ----------------- |
| 1    | Nowa Zelandia     |
| 2    | Islandia          |
| 3    | Belgia            |
| 4    | Meksyk            |
| 5    | Bułgaria          |
| 6    | Południowa Afryka |

Grupa A Dywizji II jest czwartą klasą mistrzowską, z której pierwsza drużyna uzyskała awans do Dywizji I, Grupy B, a ostatni zespół został degradowany do Dywizji II, Grupy B. Grupa B Dywizji II jest piątą klasą mistrzowską. Jej zwycięzca awansował do Dywizji II, Grupy A.
Turnieje II Dywizji zostały rozegrane:

Grupa A – od 15 do 21 stycznia 2024 roku w Heerenveen, Holandia

Grupa B – od 8 do 14 stycznia 2024 roku w Sofii, Bułgaria.